# Stand Up Tall
Stand Up Tall è un brano musicale del rapper britannico Dizzee Rascal, pubblicato come primo singolo estratto dall'album Showtime, secondo album del cantante. Il brano, scritto dallo stesso Dizzee Rascal è stato pubblicato il 23 agosto 2004 dalla XL Recordings, ed è riuscito ad arrivare sino alla decima posizione della classifica dei singoli più venduti nel Regno Unito.

## Tracce
CD 1
1. Stand Up Tall — 3:09
2. Give U More (featuring D Double E) — 3:25

CD 2
1. Stand Up Tall — 3:09
2. Stand Up Tall (Instrumental) — 3:09
3. Stand Up Tall (Youngsta Remix) — 3:08
4. Stand Up Tall (Youngsta Remix Instrumental) — 3:08
5. Stand Up Tall (Acappella) — 2:57

## Classifiche
| Classifica (2004) | Posizione più alta |
| ----------------- | ------------------ |
| Regno Unito       | 10                 |